# NGC 3614
NGC 3614 ist die Bezeichnung einer Balken-Spiralgalaxie vom Hubble-Typ SAB(r)c im Sternbild Großer Bär. Sie ist schätzungsweise 106 Millionen Lichtjahre von der Milchstraße entfernt und hat einen Durchmesser von etwa 145.000 Lj. Sie bildet mit der Galaxie PGC 34562 ein optisches Duo.
Das Objekt wurde am 5. Februar 1788 von dem Astronomen William Herschel mithilfe seines 18,7-Zoll-Spiegelteleskops entdeckt.